# Dragomirești-Vale
Dragomireşti-Vale é uma comuna romena localizada no distrito de Ilfov, na região de Muntênia. A comuna possui uma área de 37.00 km² e sua população era de 4145 habitantes segundo o censo de 2007.